# Оверлейная сеть

Простая оверлейная сеть

Оверлейная сеть (от англ. Overlay Network) — общий случай логической сети, создаваемой поверх другой сети. Узлы оверлейной сети могут быть связаны либо физическим соединением, либо логическим, для которого в основной сети существуют один или несколько соответствующих маршрутов из физических соединений. Примерами оверлеев являются сети VPN и одноранговые сети, которые работают на основе интернета и представляют собой «надстройки» над классическими сетевыми протоколами, предоставляя широкие возможности, изначально не предусмотренные разработчиками основных протоколов. Коммутируемый доступ в интернет фактически осуществляется через оверлей (например, по протоколу PPP), который работает «поверх» обычной телефонной сети.

## Применение оверлейных сетей

Оверлейная сеть, разбитая на логические уровни

Оверлеи могут применяться в следующих случаях:
- Для исследования, разработки и тестирования новых протоколов связи, невозможных в традиционной инфраструктуре или ранее не существовавших (например, исследование свойств IPv6 или связи «один-со-многими»);
- Для создания новых свойств сети, невозможных в традиционной инфраструктуре:
  - Маршрутизация с гарантией качества сервиса,
  - Инфраструктура, более подходящая для трансляции потоков информации (Akamai),
  - Более гибкая, эффективная и надежная маршрутизация (Resilient Overlay Networks Архивная копия от 25 февраля 2021 на Wayback Machine, Chord Архивная копия от 3 февраля 2006 на Wayback Machine),
  - Повышенная безопасность соединения (Secure Overlay Services Архивная копия от 5 июля 2004 на Wayback Machine, VPN),
  - Полностью распределённая инфраструктура сети (Tapestry),
  - Маршрутизация без определения целевого IP-адреса (Distributed Hash Table);
- Для создания и эксплуатации сервисов, невозможных в традиционной инфраструктуре:
  - Распределённое хранение информации, файлообмен (OceanStore),
  - Распределённые вычисления.

Основное преимущество оверлейных сетей заключается в том, что они позволяют разрабатывать и эксплуатировать новые крупномасштабные распределённые сервисы без внесения каких-либо изменений в основные протоколы сети. Распространённым недостатком оверлеев являются повышенные затраты при передаче информации из-за дополнительного уровня обработки пакетов или неоптимальных маршрутов.